# DeVante Parker
DeVante Parker (geboren am 20. Januar 1993 in Louisville, Kentucky) ist ein ehemaliger US-amerikanischer American-Football-Spieler auf der Position des Wide Receivers. Er spielte College Football für die University of Louisville. Parker war in der National Football League (NFL) sieben Jahre lang für die Miami Dolphins sowie anschließend für die New England Patriots aktiv.

## College
Parker spielte Football an der Ballard High School, zudem spielte er Basketball als Point Guard und war als Sprinter aktiv. Er erhielt College-Angebote von Louisville, Indiana, Kentucky, der UCF und Miami. Parker entschied sich letztlich für die University of Louisville, an der bereits sein Vater als Runningback gespielt hatte.
Parker spielte von 2011 bis 2014 am College für die Louisville Cardinals in der NCAA Division I FBS. Nach einer unauffälligen ersten Saison konnte er sich in seinen beiden nächsten Spielzeiten mit 10 bzw. 12 gefangenen Touchdownpässen als wichtiger Bestandteil des Teams etablieren. In seiner letzten Saison verpasste Parker wegen eines gebrochenen Fußes die erste Saisonhälfte, in den verbleibenden sechs Spielen konnte er 43 Pässe für 855 Yards Raumgewinn fangen.
Insgesamt kam er in den vier Jahren auf 156 gefangene Pässe für 2775 Yards Raumgewinn und 33 Touchdowns.

## NFL
Parker wurde im NFL Draft 2015 in der 1. Runde an 14. Stelle von den Miami Dolphins ausgewählt. Aufgrund mehrerer Verletzungen konnte Parker seine hohe Wahl im Draft zunächst nicht rechtfertigen. Seine Karrierebestleistung in seinen ersten vier Jahren bei den Dolphins verzeichnete er 2016 mit 744 Receiving Yards in fünfzehn Spielen. Nach seiner schwächsten Saison im Jahr 2018, als er nur auf 309 Receiving Yards kam, wurde Parker von vielen Fans als Flop angesehen. Als Grund für Parkers schlechte Leistungen galten seine Verletzungen, ungesunde Ernährung und eine mangelnde Arbeitseinstellung.
Trotz seiner unbeständigen Leistungen boten die Dolphins Parker vor der Saison 2019 nach Auslaufen seines Vertrags einen neuen Zweijahresvertrag an. Parker konnte das in ihn gesetzte Vertrauen erfüllen und spielte 2019 seine beste Saison. Am 13. Dezember 2019 unterzeichnete Parker eine Vertragsverlängerung mit den Dolphins bis 2023 über 40 Millionen Dollar, von denen die Hälfte garantiert war. Parker erzielte 2019 insgesamt 1202 Yards Raumgewinn, womit er in dieser Statistik der fünftbeste Spieler der Saison war, und fing neun Touchdownpässe. Wegen einer Oberschenkelverletzung verpasste er 2020 zwei Partien. Parker fing 63 Pässe für 793 Yards. In der Saison 2021 kam er verletzungsbedingt nur in zehn Partien zum Einsatz und kam auf 40 gefangene Pässe für 515 Yards und zwei Touchdowns.
Infolge der Neuverpflichtungen von Tyreek Hill und Cedrick Wilson Jr. wurde Parker bei den Dolphins entbehrlich, weswegen sie ihn im April 2022 zusammen mit einem Fünftrundenpick 2022 im Austausch gegen einen Drittrundenpick 2023 an die New England Patriots abgaben. In der Saison 2022 fing er für die Patriots 31 Pässe für 539 Yards und drei Touchdowns. Im Juni 2023 verlängerte Parker seinen Vertrag in New England um drei Jahre. Insgesamt bestritt Parker 26 Spiele für die Patriots, davon 24 als Starter, bevor er nach der Saison 2023 im März 2024 entlassen wurde.
Kurz nach seiner Entlassung in New England unterschrieb Parker am 14. März 2024 einen Einjahresvertrag bei den Philadelphia Eagles. Allerdings gab er vor Saisonbeginn im Mai 2024 sein Karriereende bekannt.

### NFL-Statistiken
| 2015                               | Miami Dolphins       | 14  | 4  | 26  | 494  | 19,0 | 49 | 3  | 0 | 0 |
| 2016                               | Miami Dolphins       | 15  | 8  | 56  | 744  | 13,3 | 56 | 4  | 0 | 0 |
| 2017                               | Miami Dolphins       | 13  | 12 | 57  | 670  | 11,8 | 36 | 1  | 1 | 0 |
| 2018                               | Miami Dolphins       | 11  | 7  | 24  | 309  | 12,9 | 46 | 1  | 0 | 0 |
| 2019                               | Miami Dolphins       | 16  | 14 | 72  | 1202 | 16,7 | 51 | 9  | 0 | 0 |
| 2020                               | Miami Dolphins       | 14  | 11 | 63  | 793  | 12,6 | 31 | 4  | 1 | 0 |
| 2021                               | Miami Dolphins       | 10  | 8  | 40  | 515  | 12,9 | 42 | 2  | 0 | 0 |
| 2022                               | New England Patriots | 13  | 11 | 31  | 539  | 17,4 | 43 | 3  | 0 | 0 |
| 2023                               | New England Patriots | 13  | 13 | 33  | 394  | 11,9 | 30 | 0  | 0 | 0 |
| Total                              | Total                | 119 | 88 | 402 | 5660 | 14,1 | 56 | 27 | 2 | 0 |
| Quelle: pro-football-reference.com |                      |     |    |     |      |      |    |    |   |   |